# Vuk Drašković
Vuk Drašković, cyr. Вук Драшковић (ur. 29 listopada 1946 w m. Međi) – serbski prawnik, pisarz i polityk, założyciel i przewodniczący Serbskiego Ruchu Odnowy, minister spraw zagranicznych federacji i następnie Serbii.

## Życiorys
Absolwent szkoły średniej w Gacku. W 1968 ukończył studia na Wydziale Prawa Uniwersytetu w Belgradzie. W latach 1969–1980 pracował w jugosłowiańskiej agencji prasowej Tanjug, był m.in. korespondentem w krajach afrykańskich. W latach 80. zajął się pisaniem, jest autorem powieści Sudija, Nož, Molitva, Molitva 2, Ruski konzul, Noć đenerala i Doktor Aron.
W 1990 Vuk Drašković założył i stanął na czele Serbskiego Ruchu Odnowy, w latach 90. głównego ugrupowania opozycyjnego wobec Slobodana Miloševicia. Angażował się w organizację antyrządowych wieców i protestów, dwukrotnie z przyczyn politycznych był tymczasowo aresztowany z powodów politycznych, w 1993 został w trakcie pobytu w więzieniu pobity. Reprezentował SPO w Zgromadzeniu Narodowym – zdecydował się na wzięcie udziału także w wyborach parlamentarnych w 1997, które zbojkotowali inni przedstawiciele opozycji. W styczniu 1999 przyjął propozycję Slobodana Miloševicia wejścia do rządu federalnego Jugosławii, obejmując w nim urząd wicepremiera. Odwołany został w kwietniu tegoż roku w trakcie trwania operacji Allied Force. W październiku 1999 i w sierpniu 2000 dwukrotnie organizowano zamachy na jego życie – w trakcie pierwszego zginęło czterech działaczy SPO, w trakcie drugiego sam został ranny. W 2000 jego ugrupowanie znalazło się poza parlamentem. Vuk Drašković bez powodzenia czterokrotnie ubiegał się o prezydenturę Serbii w 1990, 1997 (dwukrotnie) i 2002.
W 2003 powrócił do bieżącej polityki. W kwietniu 2004 objął urząd ministra spraw zagranicznych Serbii i Czarnogóry, a po rozpadzie federacji od czerwca 2006 do maja 2007 pełnił funkcję ministra spraw zagranicznych Serbii. W 2007 bez powodzenia prowadził listę wyborczą SPO, która nie przekroczyła wyborczego progu. Mimo różnych rozłamów pozostał na czele tego ugrupowania, które w 2008 ponownie znalazło się w parlamencie. Swoją formacją kierował nieprzerwanie do 2024.